# 两个中国

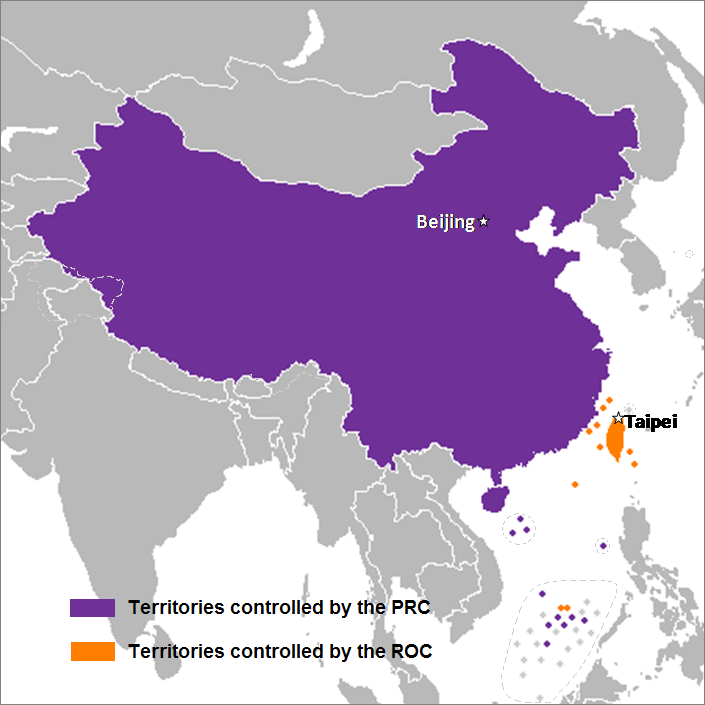
PRC目前实际統治大陸地區（包括港澳地區）
ROC目前实际統治臺灣地區（包括金門、馬祖地區及東沙群島、南沙群島之太平島與中洲礁）^{*}圖中島嶼並非實際大小

兩个中國（英語：Two Chinas）是用於描述自第二次國共內戰以來台灣海峽兩岸之間關係的政治術語，表述了兩岸現狀為分裂、分治，是两个不同的「中國」或政治实体分別統治。現兩個中國分別為中華人民共和國與中華民國，這兩個政治實體分別都主張擁有中國主權也主張代表「中國」。
- 中华人民共和国，建立於1949年10月1日，是中国共产党在国共内战中擊敗當時中國的代表政權中華民國政府後，在中國大陸（不含港澳）所建立的社会主义人民民主共和國。政體為人民代表大會制度。國體為人民民主專政。在1949年－1971年間未获國際社會廣泛承認其是代表中国的唯一合法政府，但於1971年取代中华民国加入联合国後在國際交流場合上常被通稱為「中国」。目前實際有效管辖中國大陸以及西沙群島、中沙群岛的全境以及南沙群島部分島嶼；並先後於1997年及1999年從英国和葡萄牙手中取回香港及澳門的主權，設立了2個實行「一國兩制」的特別行政區。另外，中華人民共和國在特定場合又稱為「中國大陸」或「北京当局」（在中華人民共和國治下的大陸地區與中華民國治下的台灣地區相提並論時，中国大陸一般包括香港和澳門）。
- 中華民國，建立於1912年1月1日，是在中国同盟会领导下推翻清朝所建立的三民主義的民主共和國。政體為自由民主制。國體為共和立憲制。建政初期由北洋政府執政；國民革命軍北伐後則以中國國民黨治下的國民政府為代表。實際統治中國大陸地區至1950年；並於1945年第二次世界大战結束後從大日本帝国接收台灣及其附属岛屿。後因第二次国共内战失利，中華民國政府於1949年底遷往台灣，自此形成兩岸分治對立的格局。中華民國在1971年前被國際廣泛承認，認為其是中國的唯一合法政權。目前實際控制台灣、澎湖、金門、馬祖、乌坵、東沙群島和南沙群島的部份島嶼；實際控制省份為臺灣省和福建省（金馬地區）。在國際交流場合上常被通稱為「台灣」國際組織及其機構稱之為「中華台北」或「台澎金馬個別關稅領域」。

## 涵义

### 比較
1978年中华人民共和国實施改革开放政策后以及1980年代末中華民國在臺灣推行政治民主化後，双方形成了現行的政府政治制度。關於兩岸分治初期的政府政治體制見下方表格。
|                    |  |                    |
| 中華人民共和國國旗 |  | 中華人民共和國國徽 |

|              |  |              |
|              |  |              |
| 中華民國國旗 |  | 中華民國國徽 |

### 两个中国所指的不同情况
两个中国可以指这样多个不同情况：
- 两岸现状：目前两岸國名為「中華民國」和「中华人民共和国」，雖然國號所蕴含的含义都是中国，且各自的宪法互相包括对方的领土[1]。但是双方都有各自的憲法、國旗、國徽、軍隊、政府、國會、法院、海關、中央銀行、錢幣、護照等等。
- 不同社会形态下的中国：中華民國政府认为两岸问题本质上与东西德问题相似，均属东西方冷战产物。两种相互对立的政治制度、社会形态在中国不同地区实施，在客观上形成了生活层面相互竞争的关系。中華民國前總統蔣經國表示：「臺灣海峽兩岸的競爭不是政黨之爭，而是生活方式之爭。我們奮鬥的目標是為有中國人建立一個自由、民主、和平、繁榮的中國，我們為這種理想的生活方式提供了一種選擇。」[2](中华人民共和国政府认为“两德模式”不适用于解决台湾问题，两岸问题本质上与东西德问题不同。认为有以下几点原因：第一，德国分裂是由外部因素、即四个盟国在冷战背景下的分区占领所导致，而台湾问题则源于中国内战的遗留。第二，德国问题在国际法上有明确的依据和条约，而台湾问题则涉及到《开罗宣言》等国际条约关于台湾归属的规定。第三，德国两国的存在是在冷战时期，受外部大国控制和干预的背景下，而中国政府一直坚持“一个中国”的原则)[3]
- 中华民国其中一种的政治主张：1999年时任中華民國總統李登輝提出兩岸關係是「特殊的國與國關係」，屬於支持两个中国的政治主张。[4]

## 各方观点

世界各國對一個中國的立場。
PRC
ROC
僅承認中華人民共和國為中國合法政府的國家。
承認中華人民共和國為中國合法政府，但仍持續與中華民國維持非正式關係的國家。
僅承認中華民國為中國合法政府的國家。
立場不明。

### 中華民國政府
中华民国政府在蔣中正、嚴家淦和蒋经国三位總統執政时期反对台湾独立。中华民国政府退守台湾后，中华民国政府于蒋中正總統執政时期在外交上采取“汉贼不两立”的政策。蔣中正同時反對「兩個中國」，他表示中華民國領土絕對不能割裂。在聯合國中國代表權議題中，曾希望接受「雙重代表權案」，形成兩個中國，但因表決失利而被迫退出聯合國。
1999年，李登辉總統执政后期提出两国论，此时两个中国的问题迅速变得激烈起来。陈水扁總統执政时則強調台湾本土主体意識，两个中国的问题也逐渐被一中一台的问题所取代，此时对于大陆的中华人民共和国政权，“反台独”成为主要目标。
2008年，马英九總統执政时再度提出了一中各表，重提在台灣仍受爭議的九二共识，并认为依据中华民国宪法，两岸并非国与国的关系。中华民国政府又重新公开宣称对大陆地区拥有主权。2012年5月20日，马英九连任就职时，又提出了“一个中华民国，两个地区”的说法。对此中华人民共和国国务院台湾事务办公室表示：“马英九先生阐述的是他一贯的大陆政策，我们并不感到意外”、“两岸同属一个中国的事实没有改变，两岸不是『两个中国』，两岸关系不是国与国关系”。民主進步黨則拒絕承認此觀點。两岸尽管在国号上争议明显，但中華人民共和國與中華民國均认同「中華」和「中国」。舉例，中華民國政府於1949年遷往臺灣後，國際社會在1950年代至1960年代稱呼為「國府中國」、「自由中國」或「民主中國」，以與被稱為「紅色中國」、「共產中國」的中華人民共和國區別。雖然中華民國繼續擁有在聯合國的中國代表權，但1971年通過《聯合國大會2758號決議》後被中華人民共和國取代；至此之後，「中國」成為國際社會對中華人民共和國的稱呼，中华民国实际控制的臺灣地區则被視為中华人民共和国的一个省份。
2019年5月9日，郭台銘在談到北京當局不讓台灣加入世界衛生大會時表示，就是因為蔡英文總統不承認九二共識造成的，但他認為，九二共識不夠，原意是一中各表、九二共識，一中各表的中國是兩個中國，也就是中華民國與中華人民共和國，有一中各表才會承認九二共識。郭台銘的兩個中國主張立即遭到同黨黨員前立法院副院長洪秀柱、前總統馬英九、前新北市長朱立倫等人反對。前立法院副院長洪秀柱認為「兩個中國」不符合九二共識與中華民國憲法。前新北市長朱立倫和前總統馬英九認為一中各表不能表成一中一台、两个中国，一中就是中华民国。

### 中华人民共和国政府
1949年10月1日，中华人民共和国政权建立以后，在国际上实际存在两个中国政权：中华人民共和国政权和中华民国政权，雙方政權在法理上又在國際社會代表權上只承認一個中國。
中华人民共和国政府认为其是“代表中国的唯一合法政府”，一直坚持一个中国原则作为与任何国家建立外交关系的必要不充分条件，反对两个中国、坚持一个中国（反对台独），被中华人民共和国政府并列为两项对台湾的最基本政策，几乎任何涉及两岸问题的官方文件及发言都会提及反对两个中国、坚持一个中国。任何一个国家一旦与中华民国政权建交，就必须与中华人民共和国政府立刻断绝外交关系，以避免出现「两个中国」或一國兩府的问题。另外，中华人民共和国政府在與中華民國並述時，一般稱為「大陆」與「台灣」。

### 美國政府
1949年後，英國、美國、澳大利亞、日本、沙特阿拉伯等國等即陸續提出兩個中國或一中一臺（一臺一中）的概念、構想與策略，以期反映現實並尋求臺灣海峽兩岸政府與人民均於聯合國各自獲有席位或「雙重代表權」的方案。美國政府則於1958年起正式確認此立場。
1979年1月1日美国与中华人民共和国正式建交，并在中美三个联合公报中表示「认识到中國的立場，即只有一個中國，台灣是中國的一部分」。
第42任美國總統比爾·克林顿在任内曾於1998年明确表示美国不支持一中一台、两个中国，第43任總統小布什曾经表態不支持台獨。第44任总统巴拉克·奥巴马则表示美国政府坚定承诺一个中国政策，針對美國現任總統唐納·川普正式就職前，於2016年12月3日與中華民國總統蔡英文通電，引發美國一個中國政策慣例鬆動，針對白宮記者會上記者提問，奥巴馬回應表示：「美國、中國以及某種程度上和台灣之間，長久以來有個協議，就是「不改變現狀」；中國視台灣為其一部分，但承認自己必須視台灣是一個可以用自己方式做事的「政治實體」來接觸，台湾人同意只要他們能繼續以某種程度的自治，就不會進一步宣布獨立。」

## 历史

### 辛亥革命与民国初年
1911年10月10日，武昌起义爆发；1912年1月1日，中华民国临时政府在南京成立，孙中山就任中华民国第一任临时大总统，于此同时在北京以溥仪为国家元首的清政府继续统治直到到2月12日发布《清帝退位诏书》为止。
1917年6月，张勋发动政变迎接溥仪复位，恢复清朝统治，复辟的清王朝与北洋政府在北京并立，直到被国务总理段祺瑞的讨逆军驱逐为止。
1917年9月，孙中山在广州组织护法军政府，以五色旗为国旗，与北京北洋政府并立；1921年后孙中山另组广州中华民国政府，1922年陈炯明叛变后，1923年孙将其改组为广州陆海军大元帅大本营；1925年后改组为广东国民政府，均以青天白日满地红旗为国旗。

### 毛澤東早期主張
從1920年6月到10月，毛澤東撰寫了一系列主張“湖南獨立”的文章投稿到《大公報》。計有：《湖南人民的自決》（1920年6月18日）、《湖南建設問題的根本問題：湖南共和國》（1920年9月3日）、《打破沒有基礎的大中國，建設許多的中國：從湖南做起》（1920年9月5日）、《絕對贊成湖南门罗主義》（1920年9月6日）、《湖南受中國之累：以歷史及現狀證明之》（1920年9月6日至7日）、《湖南自治運動應該發起了》（1920年9月26日）、《湘人治湘與湘人自治》（1920年9月30日）、《反對統一》（1920年10月10日）。
1920年9月3日，毛澤東在《大公報》上撰文《湖南建設問題的根本問題：湖南共和國》，主張中國分裂為二十七國。毛澤東1920年10月於大公報發表：我們主張「湖南國」的人，並不是一定要從字面上將湖南省的「省」字改成「國」字，只是要得到一種「全自治」，而不以僅僅得到「半自治」為滿足……
湖南共和國由中國湖南境內左派人士所推動，以毛澤東、彭璜、張文亮為首。由省建國的主張與聯省自治的理想完全不同，聯省自治主要希望各省自行改革後共組一個新的中國；由省建國則採分離主義，主張建立湖南共和國，徹底否定中華民國存在的必要。此類左派人士受到俄國布爾什維克革命成功的影響，認為「大國分裂為達到世界大同的一個必然過程」而「湖南共和國的建立是實現……世界大同的一種手段」，故主張湖南與其餘各省應由「中華民國」的版圖中全部分離獨立出來。為達成獨立建國的目的，他們认为以民族自決的原則来創造湖南人獨立的民族性，而形成適合自行建國的理論（省民自決主義）。

### 国民革命軍北伐时期
1926年到1928年国民黨北伐时期，曾出现数个中国政府的现象。前期的广州国民政府和北京北洋政府。（1925年-1926年），中期的武汉国民政府和北京北洋政府（1926年-1927年），后期的北京北洋政府，武汉国民政府，南京国民政府（1927年），最后的南京国民政府和北京政府（1927年-1928年）。各自自立自認為法統的政府。

### 中華蘇維埃共和國
1931年苏联国庆日当天，中共曾在中國大陸建立共產主義政權「中華蘇維埃共和國」，形成了兩個中國政权並存的局面。毛泽东、項英、張國燾聯名於1931年12月1日《中華蘇維埃共和國中央執行委員會布告》清楚表明在一個中國疆域內有不同的兩國，并将推翻国民党政府建立全中国的苏维埃政府作为目标：“從今日起，中華領土之內，已經有兩個絕對不相同的國家；一個是所謂中華民國，他是帝國主義的工具，是軍閥官僚地主資產階級，用以壓迫工農兵士勞苦群眾的國家，蔣介石、汪精衛等的國民政府，就是這個國家的反革命政權機關。另一是中華蘇維埃共和國，是廣大被剝削被壓迫的工農兵士勞苦群眾的國家。他的旗幟是打倒帝國主義，消滅地主階級，推翻國民黨軍閥政府，建立蘇維埃政府於全中國，為數萬萬被壓迫被剝削的工農兵士及其他被壓迫群眾的利益而奮鬥，為全國真正的和平統一而奮鬥。……他具有絕对威權打擊着國民黨軍閥政府由崩潰走到滅亡，他一定要很快取得全中國革命的勝利。”

### 中华共和国人民革命政府
在福建發動反對蔣中正政府的起事，其后成立了「中華共和國人民革命政府」。起事者为蔡廷锴、蔣光鼐、陳銘樞和李濟深等人，及其帶領下原本在福建參與剿滅中國共產黨紅軍的廣東系國民革命軍十九路軍。由於未得到各方支持，次年一月即被蔣介石以優勢兵力擊敗。戰敗後，各高層領導人出走，十九路軍亦在缴械後被解散收編。

### 日本傀儡政权
中华民国临时政府、中华民国维新政府在日本扶持下在日占区成立，后并入统一成为汪精卫政权。还有1932年日本扶持的傀儡政权满洲国，和在1939年由日本扶持成立的蒙疆联合自治政府等等傀儡政府。

### 国共内战后的1950年代
1954年，在希臘雅典举行的国际奥委会第49届全会上，经与会成员表决，中国奥林匹克委员会会作为中华人民共和国代表在国际奥委会中的席位得到承认。同时国际奥委会继续承认代表中华民国实际统治的台澎金马等地区的“中华奥委会”。會中以23票比21票通過承認兩個中國奧會，是年9月出刊的奧林匹克公報曾出現兩個中國會籍的記載，分別是中华民国以及中华人民共和国。
1950年代，新的国际形势下，美国出于对亚太安全的考虑，肯定了“两个中国”的概念。而基于民族主义立场和维护中华民国法統的需要，蒋介石坚决反对“划峡而治”、“两个中国”。在夺取中国大陆的统治权后，中国共产党自然也不希望看到敌对政权和自己分享同一个国号；为了夺取正统地位，不惜采用武力统一台湾。
1954年9月3日，中国人民解放军炮击金门，意图威吓台湾。1955年1月28日，新西兰向联合国提案，将中国共产党军队的行动称为“国际冲突”，请求联合国出面“斡旋停火”。中华人民共和国国務院总理周恩来宣称：“如果美国政府以为可以用战争威胁来吓倒中国人民，来使中共承认两个中国，承认美国侵占台湾和侵入台湾海峡的行为合法，那是梦想。”另一方面，中华民国总统蒋介石明确表明反对这一提案。他担心“中共进入联合国，形成两个中国，直至台湾被中共接管”。次年二月八日，蒋介石发表长篇演讲驳斥“两个中国”：“有人说台湾地位还没有确定，妄想在停火后另行寻求所谓解决的办法。这种说法不仅是违反法律，而且是完全抹煞事实的谬论。”二月二十四日，蒋介石再次在中外记者招待会上说：两个中国的说法，真是荒谬绝伦。”
1955年，日本外務大臣重光葵向美國駐日本大使約翰·埃利森提出「兩個中國」之構想，並認為在台灣舉行公民投票則「確信台灣人民會向世界表示不希望被共產黨統治之意思」。此議應來自同年日本外務省之報告《「兩個中國」問題的解決方案》，其中提到由《舊金山和約》的主要當事國以《大西洋憲章》的原則審查地位未定的台灣領土最終的歸屬。也就是以台灣住民（除第二次世界大戰後移居台灣的住民）自由表態下所決定的方法為審查結果，以公民投票的方式決定台灣的歸屬。
1958年11月初，中共發動「八二三」砲戰後，約兩個多月，美國國務卿約翰·福斯特·杜勒斯訪問台北。同月中旬，杜勒斯與蔣介石在秘密會談中，建議蔣放棄金門和馬祖，兩岸以台灣海峽中線為界，劃分兩個國家，美國分別承認中華人民共和國和中華民國，並永遠保留並履行美國和中華民國的「中美共同防禦條約」。蔣介石嚴辭反駁道：「金門馬祖是我反攻大陸的前沿基地，我決不撤退。我中華民國要消滅共黨，光復大陸，統一全中國。請你將我的話轉告艾森豪總統」。毛澤東聽完這個「情資」之後說：「蔣委員長畢竟是蔣委員長，他敢於當杜勒斯之面頂住美國的『兩個中國』政策，證明他仍然是個偉大的民族主義者。」（1958年12月在北京聽陳毅傳達）
1959年10月5日，中国共产党中央委员会主席毛泽东在一次高層內部談話中, 透露美國向北京提出，以「兩個德國」的模式來搞「兩個中國」。毛稱：「他們（指美國官員）說，德國有東德、西德兩個，為什麼不能有兩個中國？我們說，中國在第二次世界大戰時是個同盟國。按邱吉爾、羅斯福、蔣介石參加的開羅會議的規定，台灣從日本手裡歸還中華民國。蔣介石失敗後跑到台灣，在台灣建立政府。全世界還有許多國家同台灣當局有外交關係。我們反對『兩個中國』，蔣介石也反對『兩個中國』，我們有一致之處，有共同點。」（1959年11月中旬，在北京聽廖承志傳達，收藏於中共中央文獻研究室出版的《毛澤東外交文選》）

### 1960年代
日本的“一中一台”方案，當時主要是为促进与大陆的贸易关系，调整对台政策。1963年，日本外务省国际资料部长就曾指出，“承认台湾的国民党政府对全中国的领导权将是造成远东不稳的根源”。1964年，外务省在其内部报告《有关日华关系的内部考虑》一文中提出「一中一台」以维持台湾在联合国席位，而台湾应该举行居民公决。
1964年1月27日，法国宣布承认中华人民共和国，中华民国在联合国的中國代表席位将被取代日趋明显。第二天，日本外务省即制成《台湾问题研究课题案》，希望在承认中华人民共和国的同时，将同为自由主义阵营的中華民國继续留在联合国内。该文件一改以前承认中华民国是代表全中国的唯一合法政府的说法，提出要基于“一个中国，一个台湾”的想法，在水面下推进维持中华民国的联合国会员资格的工作。
1964年3月，日本外务政务次官毛利松平访问台湾，在与蒋介石会谈时，提出了日本政府的“一中一台”。蒋介石表示“反攻大陆、统一中国”的坚决态度，并称“随时准备退出联合国”，拒绝日本政府的方案。同年7月，中华民国外交部长沈昌焕对来访的日本外务大臣大平正芳明确表示：“两个中国以及类似的想法都是不行的”。
1964年12月，監察委員曹德宣在《自立晚報》發表《掃除虛偽和不誠實》，認為「韓戰前後，我們反對『兩個中國』，這絕對有利，因為所有西方國家認為中共是侵略國。但是如今國際形勢已經改變，法國公然承認共匪......建議改採兩個中國的政策，「絕對不可以意氣用事憤然退出聯合國」，結果遭中國國民黨開除黨籍。
1965年1月，日本內閣總理大臣佐藤荣作访美，与美国总统林登·约翰逊就上年中华人民共和国首次成功进行核试验后的对华政策进行交流。在会谈前，佐藤提出：“为了远东安全，希望以‘一个中国，一个台湾’的方式解决台湾问题”。外务省美国局参事官的文件中记载“维持与台湾关系现状的同时事实上承认共产党政权，制造两个中国”的内容。由于当时美国极力“反共”，自己不承认也不允许日本承认中华人民共和国，日本构想才未能实现。

### 1970年代
1971年6月，中华人民共和国國務院總理周恩來會見美國新聞界人士指出：“蔣介石也反對製造‘兩個中國’，也反對製造一個中國再加一個‘台灣獨立實體’，也就是‘一中一台’。我們跟蔣介石聯合過，也敵對過，我們打了幾十年，但在這一點上有共同性，都認為中國只有一個，外國只能承認一個中國。現在事情就是這樣，所以總會找出辦法的。”
1971年12月，雷震撰寫《救亡圖存獻議》，提出政治十大建議，希望蔣中正政府速謀政治、軍事改革，以民主化方式應付危局，並要求將國號改為「中華台灣民主國」（Chinese Republic of Taiwan），他認為成立中華台灣民主國才是唯一出路。

### 郭台銘主張
2020年中華民國總統選舉候選人郭台銘在談到北京當局不讓台灣加入世界衛生大會時表示，就是因為蔡英文總統不承認九二共識造成的，但他認為，九二共識不夠，原意是一中各表、九二共識，一中各表的中國是兩個中國，也就是中華民國與中華人民共和國，有一中各表才會承認九二共識。郭台銘的兩個中國主張立即遭到同黨黨員洪秀柱、馬英九、朱立倫等人反對。洪秀柱認為「兩個中國」不符合九二共識與中華民國憲法。朱立倫和馬英九認為一中各表不能表成一中一台、两个中国，一中就是中华民国。

## 近代歷史上两个中国情况

### 辛亥革命時期（1912年）
- 時間：1912年1月1日～1912年2月12日
- 結果：南北議和完成，清帝宣佈退位，中華民國取代清帝國。清帝國總理大臣袁世凯成為中華民國臨時大總統，北京成為中華民國首都。

|        |  |            |
| 五色旗 |  | 非正式国徽 |

|        |  |      |
| 黄龙旗 |  | 国玺 |

### 二次护法运动时期（1921年－1923年）
- 時間：1921年4月2日～1922年6月16日
- 結果：六一六事变后粤军勝利，广东省长陈炯明废止广州国民政府，1923年孙中山辞去非常大总统职务。

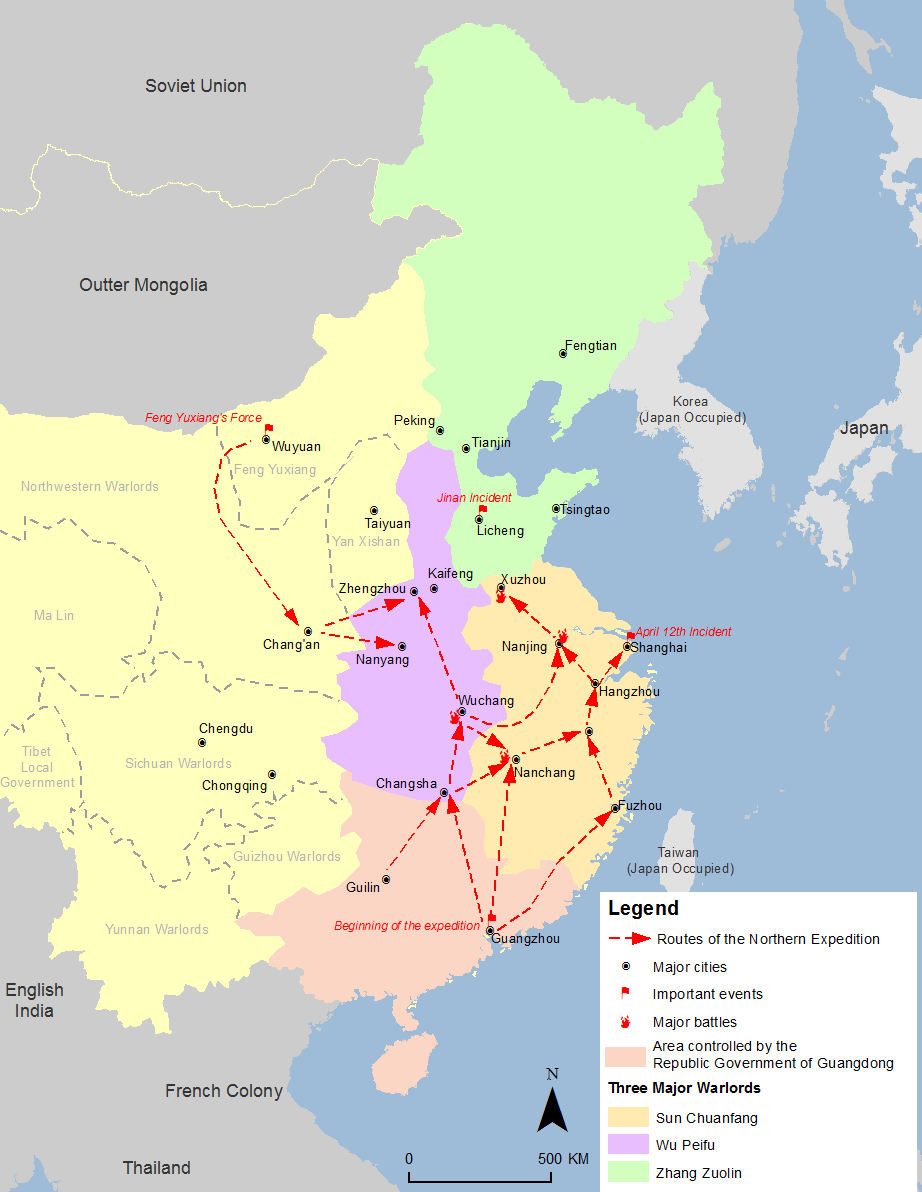
國民革命軍北伐

|        |  |            |
| 五色旗 |  | 十二章國徽 |

|                  |  |            |
| 青天白日滿地紅旗 |  | 青天白日徽 |

### 國民革命軍北伐時期（1925年－1928年）
- 時間：1925年7月1日～1928年12月29日
- 結果：國民革命軍北伐勝利，东北易帜，国民政府在形式上统一全国。

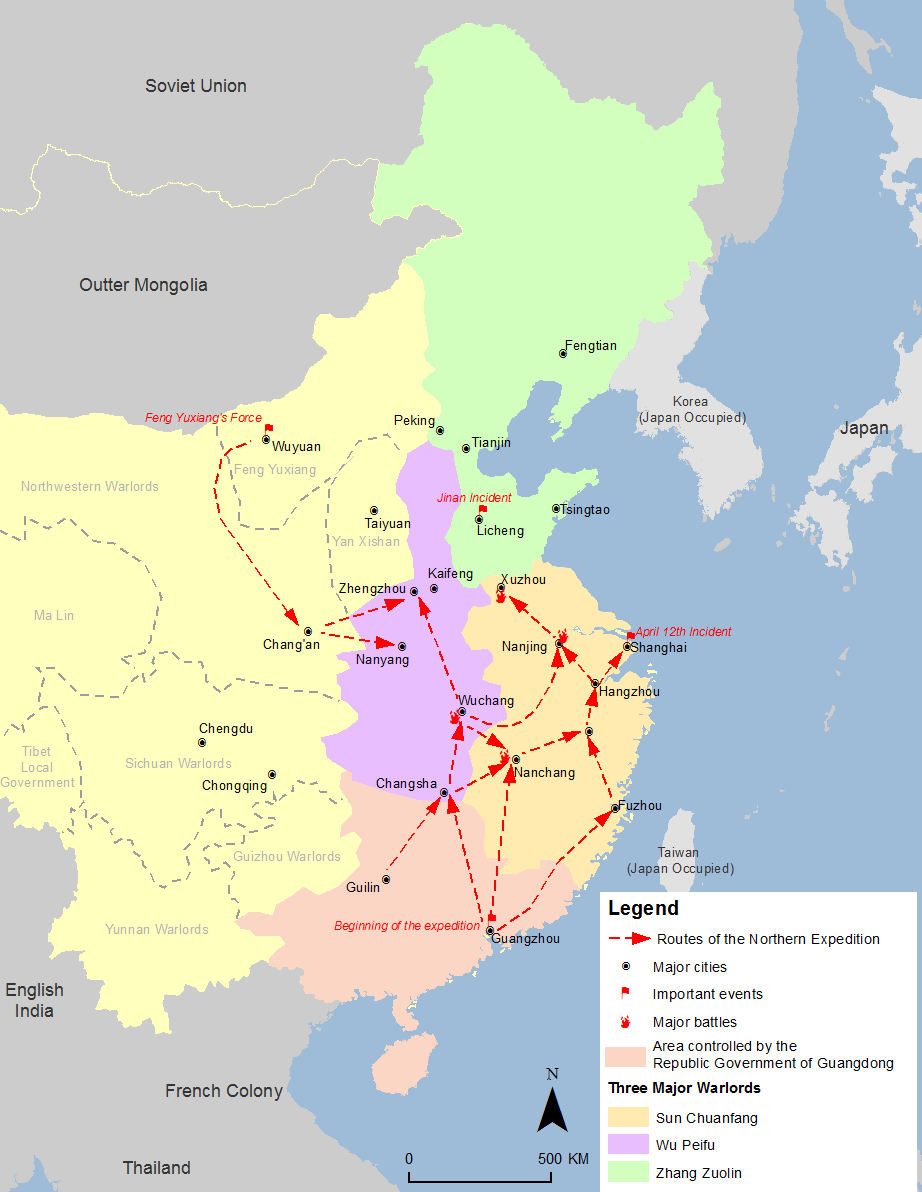
國民革命軍北伐

|        |  |            |
| 五色旗 |  | 十二章國徽 |

|                  |  |            |
| 青天白日滿地紅旗 |  | 青天白日徽 |

### 第一次國共內戰時期（1931年－1936年）
- 時間：1931年11月7日～1936年12月12日
- 結果：日本侵华促成中國國民黨與中国共产党第二次合作。中华苏维埃共和国改制為中华民国陕甘宁边区，尊國民政府為中央政府。中国工农红军改編為國民革命軍八路军及新四军。

|                  |  |            |
| 青天白日滿地紅旗 |  | 青天白日徽 |

|                      |  |                      |
| 中華蘇維埃共和國國旗 |  | 中華蘇維埃共和國國徽 |

### 闽变時期（1933年－1934年）
- 時間：1933年11月22日～1934年1月13日
- 結果：國民政府隸屬之國民革命軍進入福州，中華共和國人民革命政府瓦解。

|              |  |              |
| 中華民國國旗 |  | 中華民國國徽 |

|                |  | 无国徽 |
| 中華共和國國旗 |  |        |

### 抗日戰爭時期（1940年－1945年）
- 時間：1940年3月30日～1945年5月7日
- 結果：中國取得抗日战争勝利，南京國民政府隨日本投降而解散。

|                |  |                |
| 汪精衛政權國旗 |  | 汪精衛政權國徽 |

|              |  |              |
| 中華民國國旗 |  | 中華民國國徽 |

### 第二次國共內戰後兩岸分治初期（1949年－1970年代）
- 時間：1949年10月1日起－1970年代
- 結果：第二次國共內戰後兩岸分治至今，但兩岸政治經濟制度在1980年代均有較大的改革（中國改革开放及臺灣民主化）。本表列出兩岸分治初期由毛泽东與蔣中正主政時期之政府政治體制。

|                    |  |                    |
| 中華人民共和國國旗 |  | 中華人民共和國國徽 |

|              |  |              |
| 中華民國國旗 |  | 中華民國國徽 |